# Vaňovský vrch
Vaňovský vrch (561 m n. m.) je výrazný kopec ve střední části Českého středohoří, pátý nejprominentnější ze všech vrcholů tohoto pohoří. Nachází se 5 km jižně od Ústí nad Labem a 1 km jižně od jeho městské části Vaňov, po které získal jméno. Je nejvyšším vrcholem geomorfologického podokrsku Stebenská vrchovina.

## Přístup
Nejkratší výstup vede od silnice, která prochází 0,5 km západně od vrcholu. Od rozcestí Skály – odbočka vede neznačená cesta přímo na vrchol. Měří 0,6 km s převýšením 90 metrů. Nejhodnotnější výstup vede z hluboce zaříznutého údolí Labe, z Vaňova. Modře značená cesta šplhá po strmém severním svahu k rozcestí Skály – odbočka, odkud pokračuje zmíněná neznačená cesta na vrchol. Celkem tento výstup měří 3,5 km s výrazným převýšením 420 metrů. Vrchol je zarostlý listnatým lesem. Nevelká mýtina východně od vrcholu umožňuje částečné výhledy na protější stranu labského údolí.

## Vyhlídky

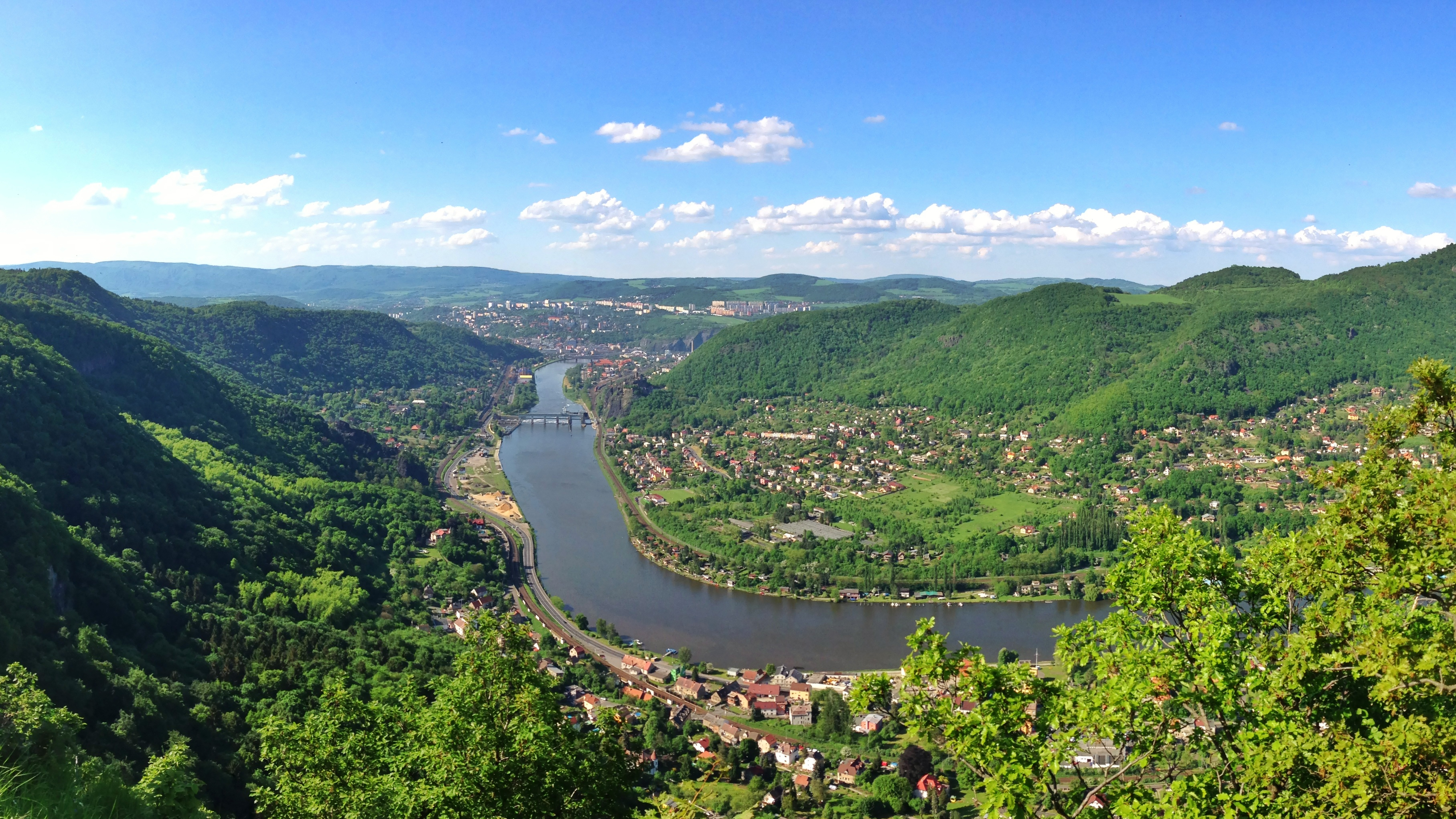
Labe z vyhlídky Skály

Labe obtéká Vaňovský vrch ze tří stran – jižní, východní a severní. Strmé a skalnaté svahy nabízejí několik turisticky přístupných vyhlídek na Labe a okolní krajinu:
- Josefínka – na východním svahu, téměř 200 metrů nad hladinou Labe, přístupná po odbočce z modře značené cesty z Vaňova
- Milenci – na severním svahu, více než 200 metrů nad hladinou Labe, přístupná po další odbočce z modře značené cesty z Vaňova
- Skály – na severním svahu nad vyhlídkou Milenci, 300 metrů nad hladinou Labe, přístupná po žluté značce od rozcestí Skály – odbočka[5]